# Wind (banda)
Wind és un grup musical alemany que toca principalment música schlager. La banda continua activa, més de 30 anys després de la seva fundació.

## Història
El grup va ser creat l'any 1985 per la compositora Hanne Haller. Els membres de la banda en aquell moment eren Alexander "Ala" Heiler, Christiane von Kutschenbach, Rainer Höglmeier, Willie Jakob, Sami Kalifa i Petra Scheeser.
El grup ha participat tres vegades al Festival de la Cançó d'Eurovisió per a Alemanya. La primera vegada va ser poc després de la formació de la banda, a Eurovisió 1985. Amb la cançó "Für alle" ("Per a tothom") van quedar segons, just per darrere del duet guanyador Bobbysocks de Noruega. El 1987, Wind va tornar al concurs interpretant "Laß die Sonne in dein Herz" ("Deixa el sol al teu cor") a Brussel·les, Bèlgica. Una vegada més van aconseguir un segon lloc, aquesta vegada per darrere de Johnny Logan que representava a Irlanda. "Laß die Sonne in dein Herz" s'ha convertit des d'aleshores en la cançó més coneguda de la banda. Wind va competir a Eurovisió per tercera vegada el 1992 a Malmö, Suècia, amb la cançó "Träume sind für alle da" ("Els somnis són per a tothom"). Aquesta vegada no van tenir tant èxit, quedant 16è de 23 participants. Segons John Kennedy O'Connor en el seu llibre The Eurovision Song Contest: The Official History, Wind són els únics que han acabat segons en el concurs en dues ocasions.
Rainer Höglmeier va deixar el grup a mitjans dels anys vuitanta i es va traslladar als Estats Units. Continua gravant música en solitari per al mercat alemany.
Des de finals de la dècada de 1990, Wind estava format per Andreas Lebbing (va actuar amb Laß die Sonne in dein Herz al Festival de la Cançó d'Eurovisió de 1987), Nastasja Marinkovic, Albert Oberloher i Iris Remmertz (més tard Criens). Marinkovic va deixar el grup breument el 2005 i va ser substituït per Angela Kötzsch; va tornar al grup el 2006.
A finals de 2008, Albert Oberloher va deixar Wind per aconseguir els seus propis somnis. Segons la seva pàgina web, va deixar la banda "per diferents idees sobre la direcció artística (del grup)".
Wind va continuar a partir d'aquí com a trio amb Andreas Lebbing, Natasja Marinkovic i Iris Criens. A finals del 2010, Marinkovic va tornar a abandonar el grup, substituït per Carolin Frölian.

## Discografia

### Àlbums
- Für alle (1985)
- Stürmische Zeiten (1985)
- Jeder hat ein Recht auf Liebe (1987)
- Laß die Sonne in dein Herz (1987)
- Let the Sun Shine in Your Heart (1987)
- Alles klar (1989)
- Frischer Wind (1998)
- Hitze (1990)
- Total verliebt (1994)
- Mit Herz und Seele (1995)
- Die ganze Nacht an dich gedacht (2000)
- Sonnenklar (2001)
- Kein Weg zu weit (2002)
- Nur mit dir und sofort (2002)
- Mach mich an (2004)
- Sonne auf der Haut (2004)
- Wunderbar (2004)
- Nimm mich mit (2005)
- Schön war die Zeit (2007)
- Für alle (2007 - difereix de l'àlbum de 1985 i inclou els membres més recents del grup)
- Leb deinen Traum – Unsere größten Hits (2008)
- Winterwonderland (2008)
- Auf Kurs (2009)
- Drei Gesichter (2012)
- Für Deutschland (2014)
- Liebes Leben (2017)
- Startbereit (2022)

### DVD
- Sonnenklar (2001)
- Wunderbar... our dreams come true (en directe) (2006)